# Радељ
Радељ је мало ненасељено острво у хрватском делу Јадранског мора у шибенском архипелагу.
Налази се између острва Муртер и оточићима Арта Велика и Арта Мала. Површина острва износи 0,54 км². Дужина обалске линије је 3,42 км..